# Deborah Kerr
Deborah Kerr, CBE (właśc. Deborah Jane Trimmer; ur. 30 września 1921 w Glasgow, zm. 16 października 2007 w Botesdale) – szkocka aktorka filmowa, teatralna i telewizyjna. Odniosła sukces w Hollywood, gdzie była jedną z większych gwiazd lat 50. i 60. XX wieku, występując m.in. u boku Clarka Gable’a, Spencera Tracy’ego, Cary’ego Granta czy Roberta Mitchuma.
Do historii kina przeszła jej miłosna scena na plaży z Burtem Lancasterem z filmu Stąd do wieczności (1953) Freda Zinnemanna. Pamiętana jest również z roli Ligii w hollywoodzkiej wersji Quo Vadis (1951) Mervyna LeRoya oraz z postaci guwernantki dzieci króla Syjamu z musicalu Król i ja (1956) Waltera Langa. Sześciokrotnie nominowana do Oscara dla najlepszej aktorki. Laureatka Honorowego Oscara za całokształt twórczości artystycznej (1994).

## Życiorys

### Młodość
Urodziła się 30 września 1921 w Glasgow jako jedyna córka Kathleen Rose (z domu Smale) i kpt. Arthura Charlesa Kerr Trimmera, architekta marynarki wojennej, inżyniera budownictwa oraz weterana i pilota I wojny światowej, podczas której stracił nogę. Trimmer i Smale pobrali się 21 sierpnia 1919 w Lydney, rodzinnym mieście Smale. Utrata nogi podczas bitwy nad Sommą odbiła się na zdrowiu mężczyzny, prowadząc do gruźlicy i jego śmierci w 1937.
Pierwsze dwa lata swojego życia Deborah spędziła w mieście Helensburgh, gdzie jej rodzice mieszkali z dziadkami. Kerr miała młodszego brata Edmunda, który został dziennikarzem. Zmarł w wypadku drogowym w 2004 roku. Miał wówczas 78 lat.
W wieku siedmiu lat została zapisana do przedszkola z internatem St. Martha's Kindergarten w Bramley. Ze względu na dużą odległość od miejsca zamieszkania, do domu wracała tylko na weekendy. W 1932 rozpoczęła naukę w Northumberland House Boarding School w Bristolu, gdzie jej ciotka Phyllis Jane Smale uczyła aktorstwa i dykcji.
W 1937 Phyllis Jane, wówczas aktorka radiowa w Bristol's Broadcasting Service, wraz ze swoją przyjaciółką Lally Cuthbert-Hicks założyły Hicks-Smale Drama School w Bristolu, do której uczęszczała Deborah. Dziewczyna mieszkała wówczas z matką, bratem i babcią w domu w Weston-super-Mare, pokonując w drodze do szkoły 20 mil dziennie. Tam, oprócz aktorstwa, uczyła się baletu, dykcji i uczęszczała na lekcje dobrego wychowania.

### Teatr i wczesna kariera aktorska
Debiut sceniczny zanotowała w tym samym roku w pantomimie Harlequin and Columbine w reżyserii Phyllis Jane, odgrywając rolę tytułowej Harlequin. Po przedstawieniu w teatrze Knightstone Pavilion w Weston-Super-Mare, została zarekomendowana przez jednego z widzów Ninette de Valois, kierującej szkołą baletową w Sadler’s Wells Theatre. Deborah została przyjęta do szkoły zdobywając stypendium. Po kilku tygodniach zdała sobie sprawę, że bycie profesjonalną tancerką nie jest tym, czego oczekiwała. Pomimo tego w marcu 1938 zadebiutowała w Sadler’s Wells Theatre jako członkini corps de ballet w przedstawieniu Prometheus.
W 1938 zrezygnowała z kariery baletnicy na rzecz aktorstwa argumentując, że to aktorska część baletu jest jej najbliższa. Po rekomendacji przyjaciela z powodzeniem wzięła udział w przesłuchaniu do Open Air Theatre w Regent’s Park i wkrótce zagrała małą rolę taneczną w produkcji Much Ado about Nothing z 1939. Podczas przedstawienia Pericles w 1939 została zauważona przez agenta filmowego Johna Gliddona. Po wybuchu II wojny światowej i zamknięciu teatru była zmuszona do powrotu do matki w Weston-super-Mare. Po ponownym przybyciu do Londynu, zachęcona przez dyrektora Open Air Theatre Roberta Atkinsa, zgodziła się na 5-letni kontrakt, w którego trakcie miała wystąpić w 2 filmach rocznie a jej agentem został Gliddon.
Na dużym ekranie zadebiutowała rolą dziewczyny sprzedającej papierosy w jednej scenie filmu Contraband (1940) w reżyserii Michaela Powella, ostatecznie wyciętej ze względów ekonomicznych. Do rozjaśnienia włosów naturalnie ciemnorudą Deborah namówiła Sonia Carol, pracownica Gliddona, motywując to preferencjami agentów castingowych. Do nowej serii zdjęć reklamowych pozowała już z jasnorudymi włosami.
W 1941 otrzymała angaż w filmie Major Barbara (1941) Gabriela Pascala, węgierskiego producenta filmowego i reżysera. Istnieją dwie prawdopodobne wersje opisujące pierwsze spotkanie Deborah i Pascala. Według pierwszej, opowiedzianej przez samą Deborah, poznali się w Mayfair Hotel, przy okazji lunchu aktorki z Sonią Carol. Przy sąsiednim stole siedział wpatrzony w Deborah Pascal. W pewnym momencie podszedł do kobiet, zapytał Kerr, czy ta jest aktorką i zasugerował, że powinna nosić rozpuszczone włosy: „powinnaś nosić włosy opadające na ramiona. Tak upięte sprawiają, że wyglądasz jak kokota!”. Gdy ta pospiesznie je rozpinała, reżyser zebrał dane kontaktowe od Carol.
Druga wersja opowiedziana przez żonę Pascala zmienia miejsce spotkania na Savoy Grill, modną restaurację w hotelu Savoy, gdzie Pascal był na lunchu ze swoim przyjacielem Richardem Nortonem. W trakcie rozmowy powiedział Nortonowi, że potrzebuje niewinnej dziewczyny o uduchowionej twarzy do zagrania roli młodej pracowniczki Armii Zbawienia w jego kolejnym filmie. Rozejrzawszy się po jadalni, zauważył Kerr i podszedł do jej stolika. W trakcie rozmowy poprosił Deborah m.in. o wyrecytowanie Ojcze nasz. Będąc pod wrażeniem, zaprosił ją na przesłuchanie do najnowszego filmu.
Aby przygotować się do roli, zgłosiła się anonimowo na ochotnika do Armii Zbawienia. Jak wspominała po latach, to doświadczenie pomogło jej w ukształtowaniu postaci nieśmiałej, ale szczerej Jenny Hill. Film miał premierę w Nassau na Bahamach, gdzie Pascal chciał stworzyć studio filmowe. Ekstrawagancja i temperament reżysera oraz niemiecki blitz wydłużyły czas produkcji z planowanych 10 tygodni do 6 miesięcy oraz podwoiły jej koszty. Film otrzymał mieszane oceny od krytyków i przyniósł stratę. Kilka miesięcy później dostała główną rolę u boku Clifforda Evansa w dramacie Love on the Dole będącym adaptacją powieści Waltera Greenwooda o tym samym tytule. Film opowiada o ubóstwie klasy robotniczej w północnej Anglii lat trzydziestych XX wieku. Krytycy filmowi byli zachwyceni występami Deborah i Evansa a sam film okazał się takim sukcesem, że studio filmowe postanowiło zaangażować oboje aktorów do kolejnej produkcji Penn of Pennsylvania (1941) w reżyserii Lance'a Comforta. Deborah wcieliła się w nim w Gulielmę Penn, pierwszą żonę Williama Penna, angielskiego kwakra, założyciela Pensylwanii (w tej roli Evans). Film zebrał negatywne oceny krytyków. Jeszcze przed premierą Penn of Pennsylvania Kerr i Comfort rozpoczęli pracę nad filmem noir  Hatter’s Castle (1942). Kerr zastąpiła w filmie Margaret Lockwood będącą wówczas w 3. miesiącu ciąży. Film będący adaptacją powieści Hatter’s Castle A. J. Cronina opowiada o życiu kapelusznika Jamesa Brodiego (w tej roli Robert Newton), którego narcyzm i okrucieństwo stopniowo niszczą życie jego i rodziny. Kerr wcieliła się w rolę Mary Brodie, córki Jamesa. 
Produkcja wyróżniała się bogatą scenerią – na jej potrzeby częściowo zrekonstruowano katastrofę mostu nad Tay z 1879. Angielska premiera odbyła się w tygodniu premiery Penn of Pennsylvania. Pomimo otrzymania pozytywnych recenzji studio Paramount nie zdecydowało się na premierę filmu w Stanach Zjednoczonych aż do 1948. 
Wiosną 1941 mieszkała w siedzibie organizacji charytatywnej English-Speaking Union w londyńskiej dzielnicy Mayfair. Tam poznała Norweżkę, która została jej trenerką dialektu przy okazji produkcji kolejnego filmu The Day Will Dawn (1942), w którym zagrała rolę Kari Alstad, córki starego szypra. Był to propagandowy film wojenny powstały we współpracy z Ministerstwem Lotnictwa, War Office i rządem Norwegii, którego akcja rozgrywa się w Norwegii w przededniu niemieckiej okupacji. Film ukazał się w Anglii w czerwcu 1942 oraz w listopadzie tego samego roku w Stanach Zjednoczonych. Chwalony bardziej za hołd dla narodu norweskiego i norweskiego ruchu oporu walczącego z nazistowskim najeźdźcą niż za fabułę, która zdaniem niektórych krytyków filmowych była zbyt powolna jak na film akcji. Podczas jednej z popołudniowych przerw w kręceniu The Day Will Dawn spotkała Michaela Powella, rozpoczynającego wówczas prace nad nowym filmem Życie i śmierć pułkownika Blimpa (1943). Podczas rozmowy reżyser zastanawiał się, czy Deborah byłaby właściwym wyborem do trzech głównych ról kobiecych zagranych przez jedną aktorkę. Temat ostatecznie nie został poruszony podczas rozmowy przez Powella ze względu na nieodpowiadający roli zbyt młody wiek Kerr. Na kilka tygodni przed rozpoczęciem produkcji, Wendy Hiller mająca grać główną rolę kobiecą wycofała się po odkryciu ciąży. Ewentualna zastępczyni Anna Neagle była już zaangażowana w inną produkcję. Ostatecznie rola została zaproponowana Kerr pomimo jej młodego wieku. 
Życie i śmierć pułkownika Blimpa to epicki film wojenny opowiadający o karierze żołnierza Brytyjskich Sił Zbrojnych Clive'a Candy'ego (w tej roli Roger Livesey), od czasów drugiej wojny burskiej po II wojnę światową. Produkcję rozpoczęto 8 lipca 1942, natomiast już na samym jej początku napotkano problemy, gdy rząd odmówił dostarczenia wyposażenia wojskowego, a niedobór mężczyzn mających grać statystów wymusił wykorzystanie manekinów w scenie z 250 niemieckimi żołnierzami. Produkcja trwała 12 tygodni i kosztowała 188 tys. funtów. New York Times nazwał Deborah „uroczą i utalentowaną aktorką, która z niezwykłą zręcznością gra trzy różne kobiety w życiu generała”. New York Post napisał z kolei: „pośród wielu doskonałych występów Deborah Kerr radzi sobie ze swoimi trzema rolami w niezwykle ujmujący sposób”.

### Status gwiazdy
Do Hollywood przeniosła się w 1947. Zawarła tam kontrakt z wytwórnią MGM. Pierwszą nominację do Oscara zdobyła za rolę alkoholiczki w filmie Edward, mój syn (1949). Grała również w teatrach na nowojorskim Broadwayu.
Pod koniec lat 60. zrezygnowała z aktorstwa kinowego. Stwierdziła, że jest w nim za dużo seksu i przemocy. Po tej deklaracji raz tylko pojawiła się w filmie kinowym. Występowała jedynie w teatrze i w telewizji.
W 1997 uzyskała tytuł szlachecki Komandora Orderu Imperium Brytyjskiego. Przez lata mieszkała w Szwajcarii oraz w hiszpańskiej Marbelli. Gdy wykryto u niej chorobę Parkinsona, a jej stan zaczął się pogarszać, powróciła do Anglii.

## Życie prywatne
Była dwukrotnie zamężna. Pierwszy raz z pilotem RAFu i producentem filmowym Tonym Bartleyem (ślub 28 listopada 1945; rozwód w 1959), z którym miała dwie córki: Melanie Jane (ur. 27 grudnia 1947) i Francescę Ann (ur. 20 grudnia 1951). Kolejne małżeństwo zawarła 23 lipca 1960 z pisarzem i scenarzystą Peterem Viertelem, z którym była aż do śmierci. Miała troje wnucząt.
Zmarła w wieku 86 lat w Botesdale w hrabstwie Suffolk. Pochowano ją na wiejskim cmentarzu w Alfold w hrabstwie Surrey.

## Filmografia

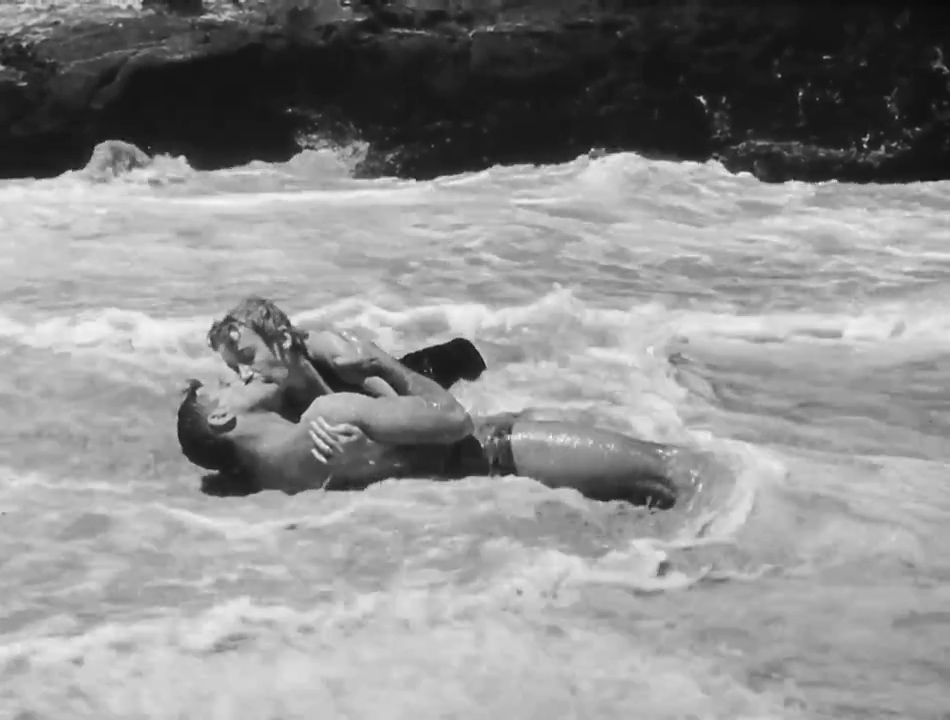
Burt Lancaster i Kerr w kadrze z filmu Stąd do wieczności (1953)

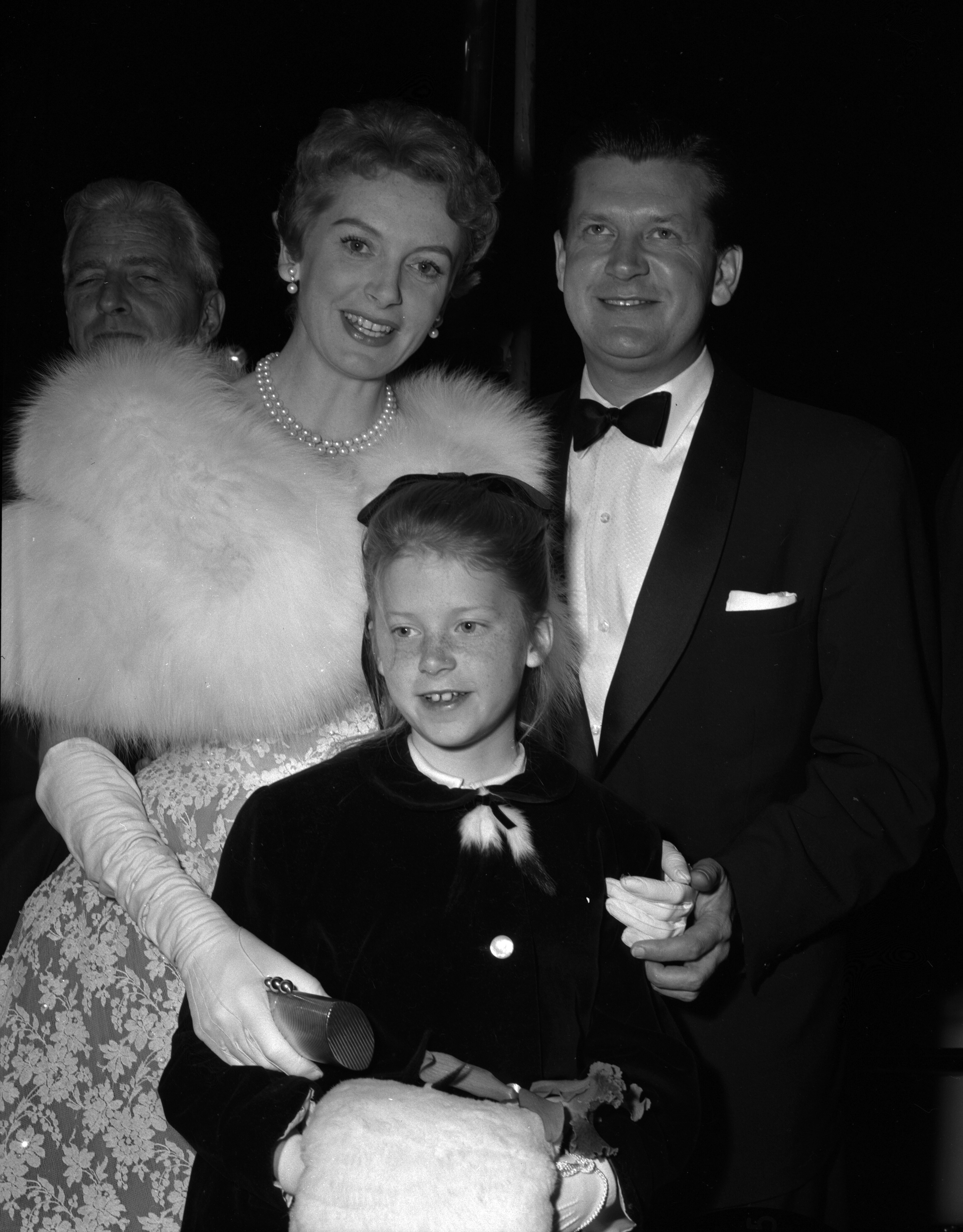
Deborah Kerr, Tony Bartley (mąż) i Melanie Jane Bartley (córka) na premierze filmu Bóg jeden wie, panie Allison w Los Angeles (1957)

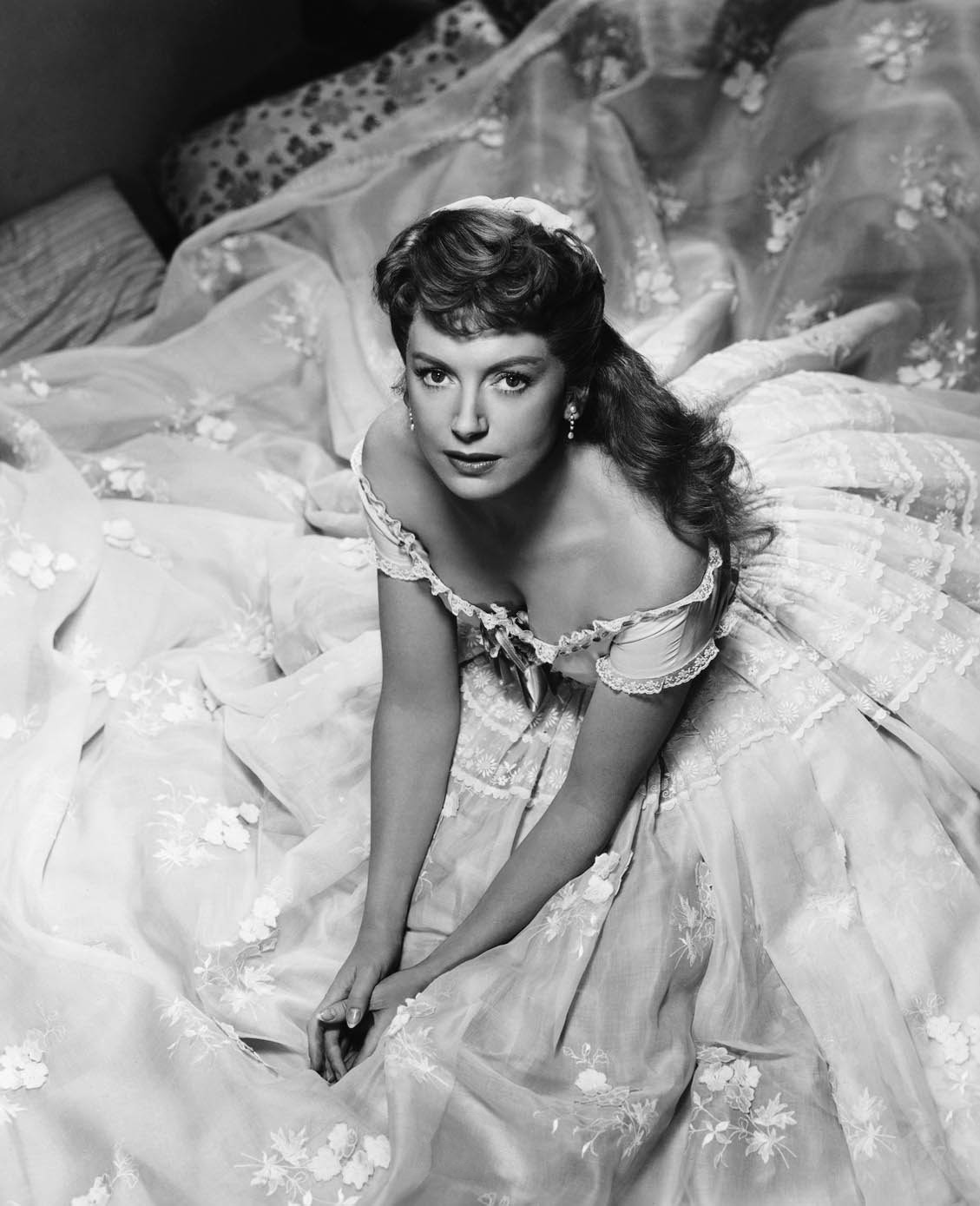
Deborah Kerr w filmie Król i ja (1956)

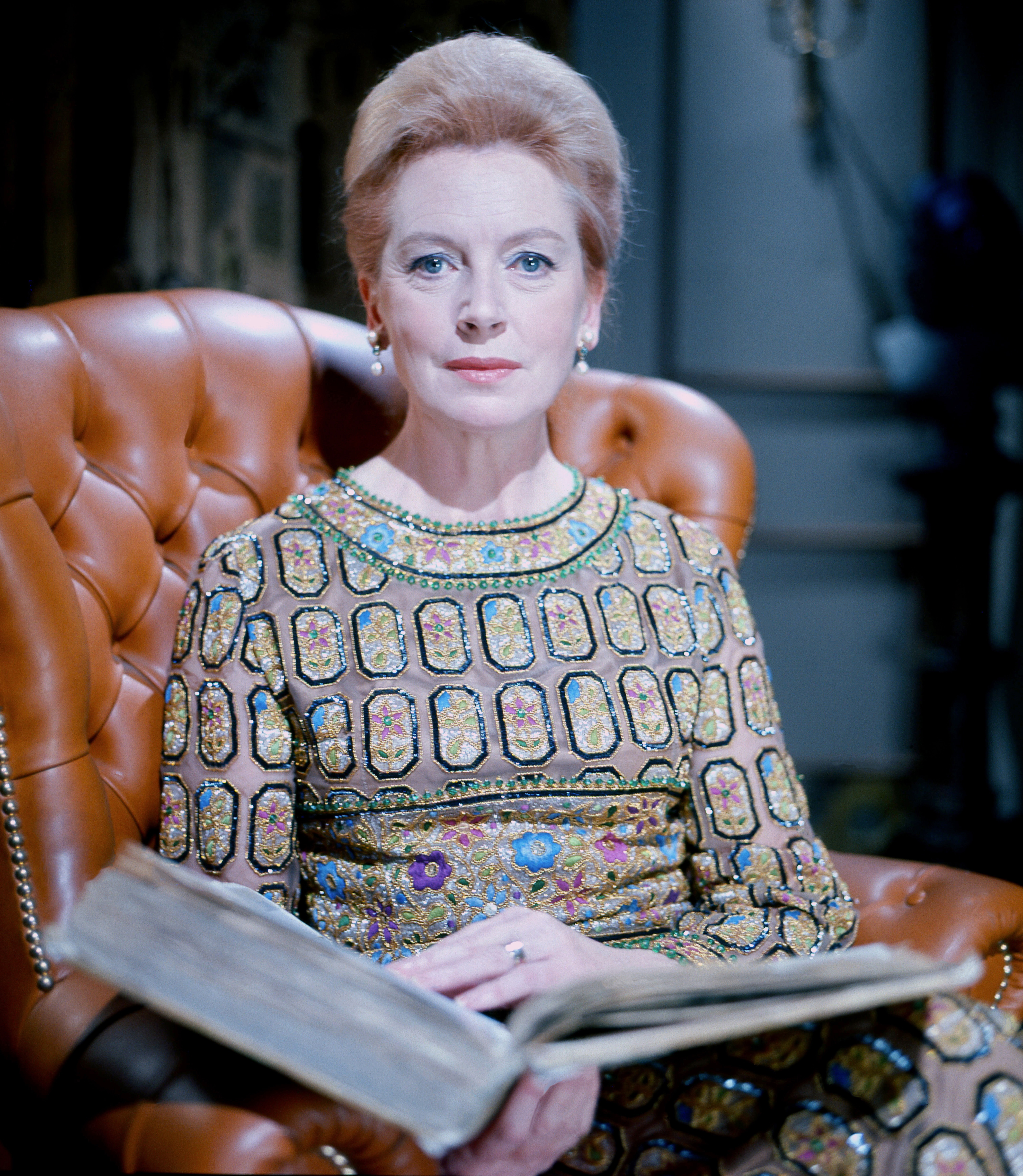
Deborah Kerr (1973; na fot. autorstwa Allana Warrena)

- 1941 – Major Barbara jako Jenny Hill
- 1941 – Love on the Dole jako Sally Hardcastle
- 1942 – Penn of Pennsylvania jako Guglielma Springelt
- 1942 – Hatter’s Castle jako Mary Brodie
- 1942 – The Day Will Dawn jako Kari Alstead
- 1943 – Życie i śmierć pułkownika Blimpa jako Edith Hunter
- 1945 – Perfect Strangers jako Catherine Wilson
- 1946 – Tajemniczy nieznajomy jako Bridie Quilty
- 1947 – Czarny narcyz jako siostra Clodagh
- 1947 – Handlarze jako Kay (Francis X.) Dorrance
- 1947 – If Winter Comes jako Nona Tyber
- 1949 – Mój syn Edward jako Evelyn Boult
- 1950 – Kopalnie króla Salomona jako Elizabeth Curtis
- 1950 – Uwierz mi, proszę jako Alison Kirbe
- 1951 – Quo Vadis jako Ligia
- 1952 – Więzień Zendy jako Flavia
- 1952 – Thunder in the East jako Joan Willoughby
- 1953 – Stąd do wieczności jako Karen Holmes
- 1953 – Juliusz Cezar jako Portia
- 1953 – Młoda Bess jako Catherine Parr
- 1953 – Żona moich marzeń jako Priscilla
- 1955 – Koniec romansu jako Sarah Miles
- 1956 – Herbata i współczucie (Tea and Sympathy) jako Laura Reynolds
- 1956 – The Proud and Profane jako Lee Ashley
- 1956 – Król i ja jako Anna Leonowens
- 1957 – Urlop na lądzie jako Gwinneth Livingston
- 1957 – Bóg jeden wie, panie Allison jako siostra Angela
- 1957 – Niezapomniany romans jako Terry McKay
- 1958 – Witaj, smutku jako Anne Larson
- 1958 – Osobne stoliki jako Sibyl Rayton Bell
- 1959 – Count Your Blessings jako Grace Allingham
- 1959 – Ukochany niewierny jako Sheilah Graham
- 1959 – Podróż jako lady Diana Ashmore
- 1960 – Cudze chwalicie jako Hilary Rhyall
- 1960 – Obieżyświaty jako Ida Carmody
- 1961 – Nagie ostrze jako Martha Radcliffe
- 1961 – W kleszczach lęku jako pani Giddens
- 1964 – Noc iguany jako Hanna Jelkes
- 1964 – The Chalk Garden jako panna Madrigal
- 1965 – La verifica incerta
- 1965 – Małżeństwo na rozdrożu jako Valerie Edwards
- 1966 – Oko diabła jako Catherine de Montfaucon
- 1967 – Casino Royale jako agent Mimi (znana jako lady Fiona McTarry)
- 1968 – Prudence and the Pill jako Prudence
- 1969 – Cyrk straceńców jako Elizabeth Brandon
- 1969 – Układ jako Florence Anderson
- 1982 – Świadek oskarżenia jako siostra Plimsoll
- 1984 – Kariera Emmy Harte jako Emma Harte
- 1985 – Spotkanie po latach jako Sally Wells
- 1985 – The Asam Garden jako Helen
- 1986 – Spadkobiercy Emmy Harte jako Emma Harth

## Nagrody
- Złoty Glob 1957: Król i ja (najlepsza aktorka w komedii lub musicalu)